# 余仲奎
余仲奎（1906年2月—1998年11月，英文：ZHONG-KUI YU或CHUNG-FOY YEE），广东台山人。教授、流体力学、航空制造、金属材料、太阳能技术专家。

## 生平
1906年2月出生于台山新三八冲三村的一个华侨世家（一说小地主家庭）。
1913-1919年，在私塾念书。1919-1923年在广东省第一中学念书。
1923年，随父亲赴美求学，因受到孙文“航空救国”的影响，考入麻省理工学院读航空工程和电机工程。1923-1929年攻读预备学校和本科、获得学士，1929-1930年攻读并获得硕士学位。
1934年归国，入广东空军司令部航空学校航空理论学科主任。
考察德国飞机制造厂，返回后任南昌第二飞机修理厂设计科科长。
受聘为中央大学航空工程系教授。
1939年7月7日，航空委员会（因战争迁往成都）下属航空研究所在成都支矶街63号成立。该所任务是研究面对现时战争状态紧急制造飞机的方法，包括寻找替代材料、研发制造方法。1941年8月1日，研究所扩大为研究院，下辖2系（器材、理工）。余仲奎任器材系主任，兼任器材实验组组长、木竹组组长。
当时飞机主要使用木质结构。余仲奎率领器材组联合了四川大学教授方文培等进行了大量标本采集以研究其供应量和力学性质。截至1946年，研究了多达101种木材，找到了川产云杉（麦吊杉）作为美国云杉（当时飞机的主要建材）的主要替代品及其加工方法。另有找到备选的光皮桦木用于制层板、螺旋桨，青皮白杨用作非受力部分、贵州产核桃木制螺旋桨、川产泡桐和柳杉作为填充和阻尼材料替代美洲热带树林产的巴尔沙（Balsa）。
1940年6月，层板试造厂成立，余仲奎兼任厂长。余仲奎发明了“层竹”结构用于机翼、蒙皮受力件。研究院研发出替代美/苏制外挂汽油箱（副油箱）的产品（编号研层、研编系列）和蒙皮、涂布油漆、滤油皮革等。
由于所生产的油箱的成功及增产需求，1943年12月1日，层板试造厂扩建为层板制造厂，仍以余仲奎为厂长，研究员、前中山大学讲师罗锦华为副厂长，附设桂林分所（直到1944年日军攻陷桂林）。
1947年初，辞职回广州，后任中山大学机械系教授，兼课岭南大学、国民大学教授。
1952年，院系调整，任华南工学院机械系教授（评定为二级）、材料科学研究所副所长，主讲“金属材料及其热处理”、“金属学及热处理”。
1954年，发明“胶质代替膜法”，用于特大型金属零部件无法取样时的现场分析。
1958年，成功研究“金相标本胶质代替膜”，使得普通显微镜即可观察金属内部组织，无需金相显微镜。提出利用密集高温太阳能对钢铁表面进行局部相变硬化处理。该方法后来成为行业标准。
开创涂层方法，对钨-铼、钨-钼两种高温热电偶进行表面处理，使得他们可以耐受高温氧化环境。在1963年，“矽化钨钼热电偶”获得国家科技成果三等奖。1964年，再获得国家科技发明三等奖。
1964年，当选第三届全国人民代表大会代表。
1979-1983年，任第一届中国可再生能源学会理事会理事。
1998年逝世。

## 著作
- 航空研究院系列（航空委员会航空研究院研究报告）[5]
  - 木材系列
    - 4号报告，《川产云杉之性质》，与黄鹏章、陈启岭、罗裕英合著，航空研究院
    - 5号报告，《四川理番六种木材性质之研究》，与黄鹏章、陈启岭、罗裕英合著，航空研究院
    - 12号报告，《黔产核桃木之性质》，与黄鹏章、陈启岭、罗裕英合著，航空研究院
    - 13号报告，《川产泡桐木之性质》，与黄鹏章、陈启岭、罗裕英合著，航空研究院，1944年6月
    - 14号报告，《川产柳杉木之性质》，与黄鹏章、陈启岭、罗裕英合著，航空研究院
    - 24号报告，《中国木材之平衡含水量》，与罗裕英合著
    - 28号报告，《中国木材之力学及其相关性质一：西南木材101种》，与黄鹏章、陈启岭合著，航空研究院，1946年2月

  - 竹材系列
    - 10号报告，《川产楠竹性质之研究》，与沈兰根合著，航空研究院，1944年
    - 26号报告，《层竹之创造》，与罗锦华、黄振邦、王助合著，航空研究院，1945年
    - 27号报告，《川产慈竹性质之研究》，与黄鹏章、沈兰根合著，航空研究院
    - 33号报告，《竹制飞机外挂汽油箱》，与罗锦华合著，航空研究院
- 华南工学院时代
  - 《制造金相样品胶质代替膜的“滴液盖片法”》，余仲奎、黄寿洪，华南工学院机械系，金属学报，1958年1月31日[8]
  - 《用低纯度黄金作为“参考点”通过“熔线法”力对热电偶进行检定》，余仲奎、李扬宗，华南工学院学报，1979年7月2日[15]
  - 《彩色分类金相学—利用扫描电子显微镜或电子探针配合彩色滤光片制成“彩色复合照片”以研究材料的显微结构的一种方法》，余仲奎，华南工学院学报，1980年4月1日
  - 《提高金属显微结构的对比度的一种简便的彩色金相方法“—附加薄膜法”》，余仲奎，华南工学院学报，1980年4月1日
  - 《适用于材料科学研究的3000℃热源：高温太阳炉》，余仲奎，太阳能学报，1980年4月1日[9]
  - 《用"熔线法"对铂-30铑/铂-6铑热电偶在钯点温度的校正》，余仲奎、李扬宗、李树河，华南工学院学报，1981年12月31日
  - 《用"熔线法"对W—5Re/W—20Re高温热电偶的简易分度及"热电势——温度"关系式的建立 》，余仲奎、李扬宗、李树河、陈锦虹，华南工学院学报，1982年7月2日
  - 《钼、钨和钨铼热电偶线材的抗氧化涂层》，余仲奎、李扬宗，华南工学院学报，1984年4月1日[13]
  - 《利用高温太阳炉对钢铁工具和零件进行表面硬化的研究》，余仲奎、李扬宗、谭宗汤，太阳能学报，1984年12月30日[10]
  - 《利用“熔线法”对钨—铼高温热电偶的研究》，李扬宗、李树河、陈锦虹、余仲奎，华南工学院学报（自然科学版），1986年4月2日[16]
  - 《利用高密度太阳能对机枪枪机体“弹底窝”进行局部硬化处理》，宗权英、谭宗汤、曹铭东、余仲奎，金属热处理，1986年6月30日
  - 《W-Re合金线材在高温与固体碳接触后的结构分析》，陈锦虹、李扬宗、余仲奎，稀有金属材料与工程，1987年5月1日
  - 《涂层对热电偶热电性能及大气中寿命的影响》，余仲奎、李扬宗、李树河，华南工学院学报（自然科学版），1987年7月2日[14]
  - 《对黄铜渗硅后所形成的特异结构的探讨》，黄寿洪、余仲奎、R.E. Ogilvie、J.A. Adario，华南工学院学报（自然科学版），1987年12月31日
  - 《固体碳对W-RE合金线材的碳化规律的研究》，陈锦虹、李扬宗、余仲奎，金属热处理学报，1988年4月1日